# Rhinocricus cinctus
Rhinocricus cinctus är en mångfotingart som beskrevs av Loomis 1936. Rhinocricus cinctus ingår i släktet Rhinocricus och familjen Rhinocricidae. Inga underarter finns listade i Catalogue of Life.